# 黄笛鲷
線紋笛鯛（学名：[Lutjanus lutjanus] 错误：{{Lang}}：文本有斜体标记（帮助））又稱黃笛鯛、正笛鯛，俗名赤筆仔，為輻鰭魚綱鱸形目鱸亞目笛鯛科的其中一個種。

## 分布
本魚分布於印度西太平洋區，包括東非、馬達加斯加、模里西斯、塞席爾群島、馬爾地夫、紅海、波斯灣、斯里蘭卡、印度、安達曼海、泰國、緬甸、馬來西亞、菲律賓、印尼、琉球群島、台灣、中國沿海、新幾內亞、萊恩群島、馬里亞納群島、帛琉、密克羅尼西亞、馬紹爾群島、諾魯、斐濟群島、澳洲、所羅門群島等海域。该物种的模式产地在马萨瓦。

## 深度

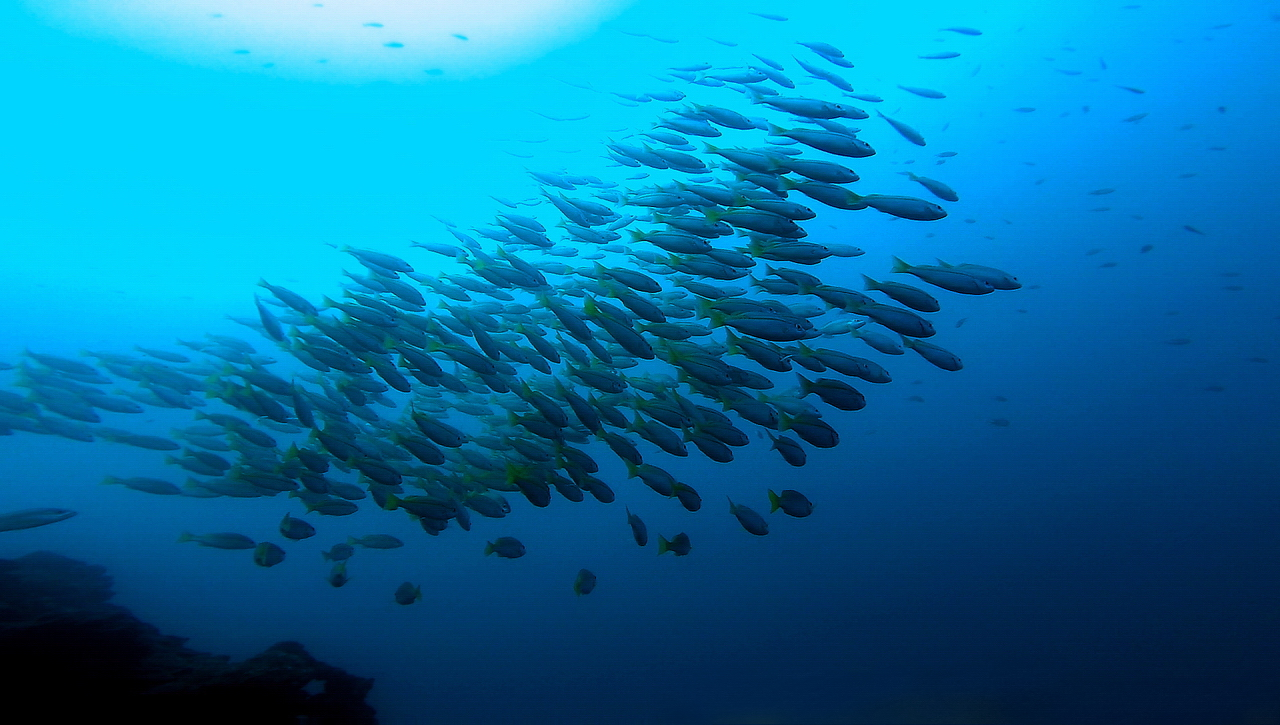
線紋笛鯛以成群的方式聚集一起移動所形成的壯觀畫面。 地點於台灣東北角的龍洞灣。

水深10至90公尺。

## 特徵
本魚體色背面黃褐色，腹面銀白色，在體側中央有一條黃色縱帶自眼後向後延伸，在下方並有數條較細的黃色縱帶。另一特點乃側線上方的鱗片以斜向後上方排列，而且每一鱗片上均有一深色斑點，因此使形成許多細斜紋。各奇鰭均為鮮黃色，胸鰭、腹鰭則為淡白色。胸鰭長達肛門。背鰭硬棘11至12枚，軟條11枚；臀鰭硬棘3枚，軟條8枚。側線鱗片數50至55枚。體長可達35公分。

## 生態

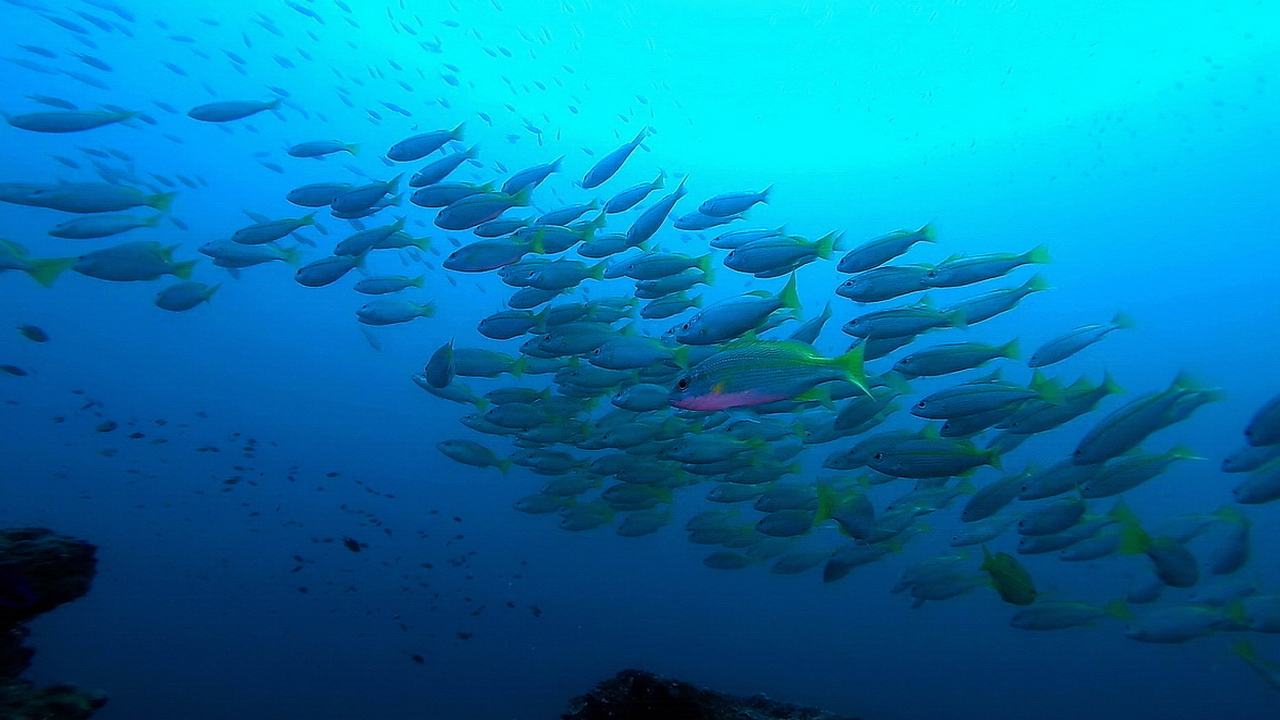
出現在台灣東北角龍洞灣海域的線紋笛鯛群體。

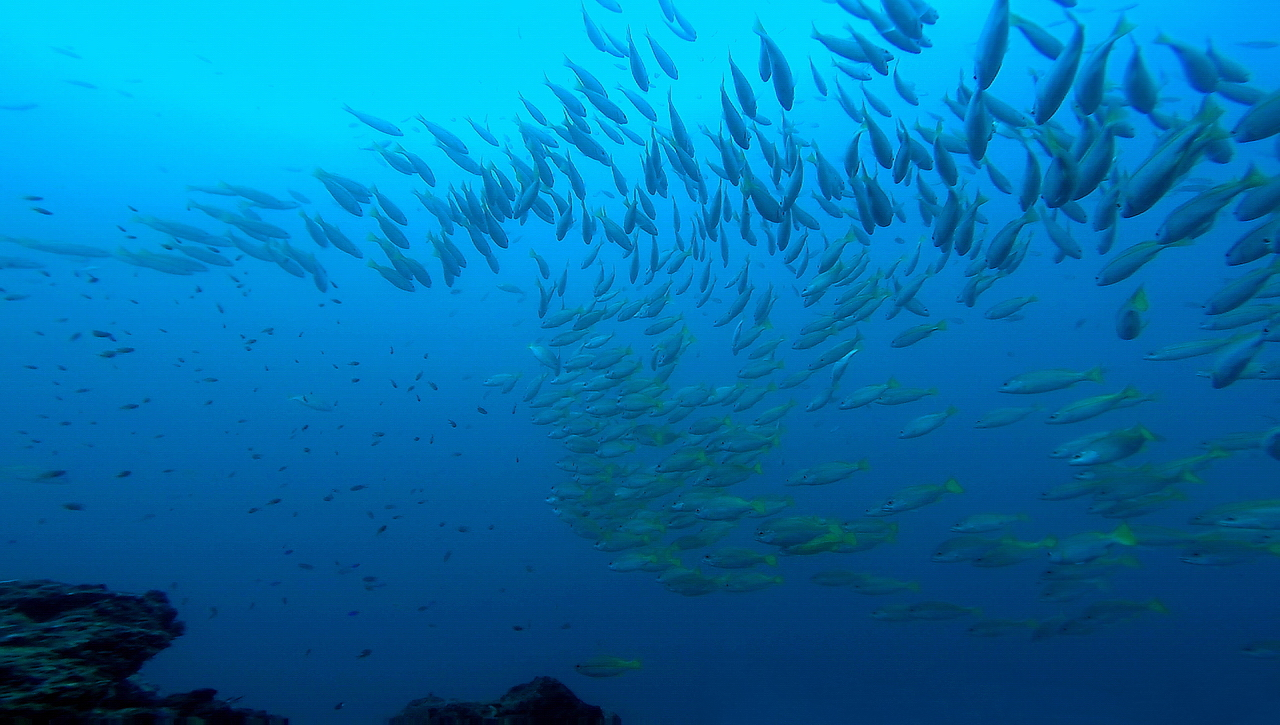
成群的線紋笛鯛有時也會摻混著其他同樣是笛鯛屬但不同種的笛鯛, 大型的群體通常是貼近著海底礁岩迴游。地點為台灣東北角龍洞灣裡的礁盤。

本魚棲息於岩礁區，屬肉食性，以魚類、甲殼類為食。常一大群在礁區活動，人工魚礁則偶見。在台灣的沿岸礁區偶而可見到上百尾所組成的群體。

## 經濟利用
美味的食用魚，可做生魚片或煮清湯。